# Isgrena
Isgrena är en bebyggelse i Bälinge socken i Uppsala kommun, Uppsala län strax väster om Bälinge. SCB avgränsade här mellan 1990 och 2018 samt från 2023, en småort. Vid avgränsningen 2018 och 2020 klassades bebyggelsen som en del av tätorten Bälinge och småorten avregistrerades.

## Historia
Isgrena omtalas första gången i skriftliga handlingar 1357 ('in Hesegranj'), då två fastar bevittnar ett köpebrev. 1391 överlät Magnus Olofsson (skyskura) 3 öresland och 8 penningland i Isgrena till Jon Nilsson i Bredasjö. Byn omfattade 1540 2 hela och ett halvt skattemantal samt ett mantal kyrkojord. 1567 köper Gustav Vasa ett av skattemantalen, som senare blir arv och eget byttes från 1562 bort till Anna Bengtsdotter (Sparre av Hjulsta och Ängsö) och blev frälse. Dessutom fanns här ett mantal tillhörigt Uppsala helgeandshus, som saknades i jordeboken 1540. Jorden som varit gammal frälsejord men 1483 såldes av borgmästaren i Uppsala Erik Jonsson till kyrkoherden i Vårfrukyrkan i Uppsala som 1490 gav den till helgeandshuset.
Tidigare har i Isgrena funnits smedja, kvarn och bryggeri.  Isgrena Bryggeri tillverkade svagdricka och läskedrycker.
I Isgrena finns även en äldre bro bevarad.